# Цриеп
Цриеп (серб. Цријеп / Crijep) — село в общине Вишеград Республики Сербской Боснии и Герцеговины. Население составляет 58 человек по переписи 2013 года.